# LYS-16
LYS-16 (förkortningen utläses Linköpings Y-teknologers Sällskap) var den första svenska persondatorn (även kallad hemdator) och utvecklades i början av 1970-talet av Lysator i samarbete med institutionen för systemteknik på Linköpings universitet, dåvarande Linköpings Tekniska Högskola.
Datorn utvecklades av bland andra Robert Forchheimer, Björn Larsson, Jan-Erik Stjernvall och Michael Pääbo. Den visades upp första gången på den Radiovetenskapliga konferensen i Linköping i april 1975 och därefter på konferensen "Mini- and Microcomputers" i Zürich.
Cirka 1000 st LYS-16 ska enligt uppgift ha tillverkats mellan åren 1975 och 1978, och dessa användes inom bland annat industriell automation. Utvecklingen föreslogs och utfördes av medlemmar i datorföreningen Lysator med Robert Forchheimer som central punkt och finansierades av Styrelsen för teknisk utveckling på initiativ av professor Per-Erik Danielsson med Tord Jöran Hallberg som formell projektledare. Projektkostnaden var 51000 kr.
Den formella motivationen till Styrelsen för teknisk utveckling avsåg en maskin med namnet minimaldatorn och löd:
| ” | De väsentliga grundtankarna bakom projektet är att ge undervisningsväsendet, såväl som privatpersoner, ett redskap, vilket har potentiella möjligheter att introducera datorbegreppet på ett mjukt och ändamålsenligt sätt utan att ge avkall på dess inneboende kraft. En dator i fysiskt miniatyrformat och insatt i en systemmiljö som av var och en uppfattas som bekant och naturlig, ger skolor och undervisningsinstitutioner ett pedagogiskt hjälpmedel som samtidigt med att det kan göra väsentliga insatser i beräkningsprocesser, inlärningsprocesser och laborativa övningar, också kan bidra till att skingra den aura av mysticism som datorer fått vidkännas. | „ |

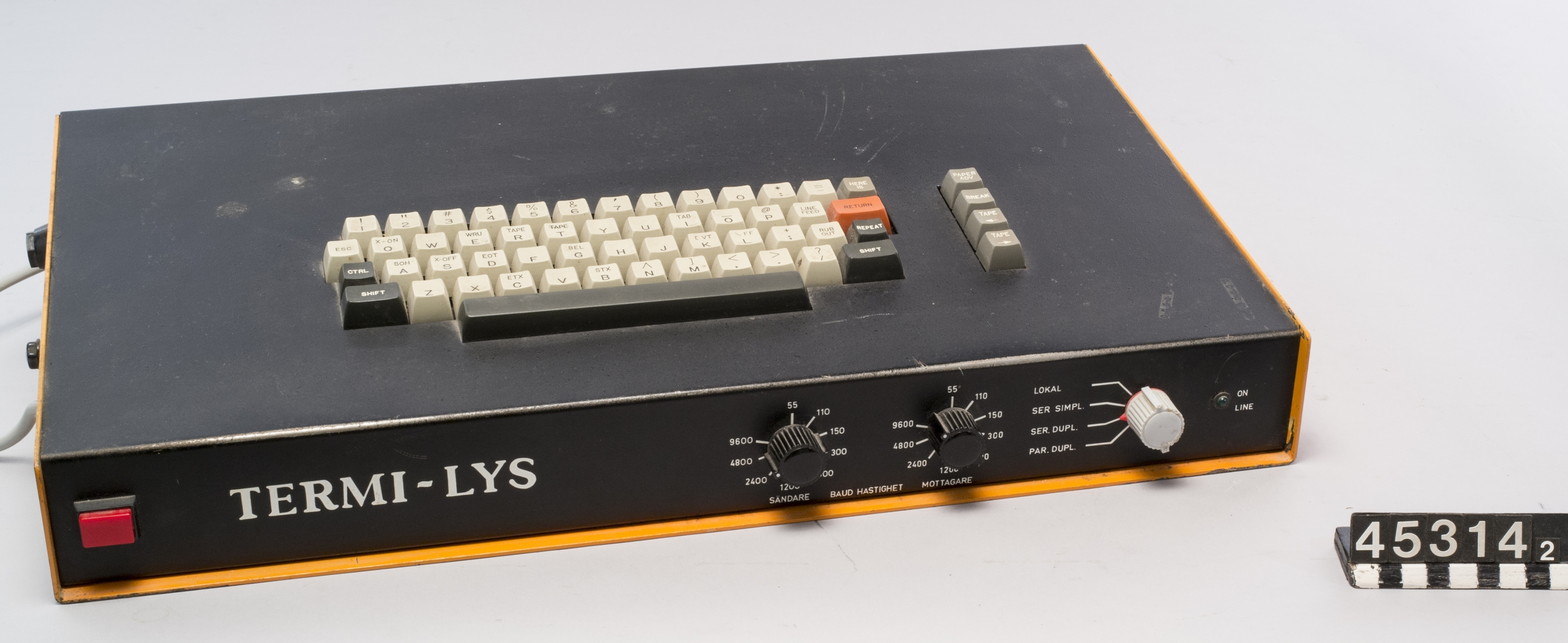
Termi-LYS datorterminal för seriekommunikation med LYS-16. Denna anslöts till en vanlig TV.

LYS-16 var baserad på 4-bitars-CPU:n National Semiconductor IMP-16 som kombinerades i 4 instanser med så kallad bit-slice-arkitektur. Denna var klockad på 8 MHz. CPUn hade ett mikroprogram i PROM som kunde bytas. Maskinen hade upp till 32 KB RAM i separata insticksmoduler. Själva datorn kunde kopplas till en separat terminal med namnet Termi-LYS ansluten till en vanlig TV med 22 rader med 64 tecken text på varje rad. Data kunde lagras på kassettband, och det fanns mjukvara i form av assembler och BASIC-interpretator.
De första 40 datorerna skickades ut som byggsatser julen 1975 och under hela 1976, vilket ledde till att föreningen Lysator under en period hade en omsättning på cirka 300 000 kronor. Komponenterna levererades av Ferner elektronik som var agentur för National Semiconductor i Sverige. Uppgiften blev övermäktig för Lysator och man kontaktade företaget Aero-Telaw (ATEW) i Flen som inledde licensierad serieproduktion. Lysator fick därvid 6 % i royalty för varje såld maskin.